# Maria met kind en Sint-Anna
Maria met kind en Sint-Anna (Italiaans: Sant'Anna, la Vergine e il Bambino con l'agnellino), ook wel Anna te Drieën getiteld, is een schilderij van de Italiaanse kunstschilder Leonardo da Vinci, geschilderd tussen 1501 en 1519, olieverf op populierenhout, 168 x 130 centimeter groot. Het is een afbeelding van Maria die op schoot zit bij haar moeder Sint Anna, terwijl het Jezus-kind speelt met een offerlam. Het werk bevindt zich thans in de collectie van het Louvre te Parijs.

## Historie
Rond 1500 was het onderwerp Anna te Drieën, met Anna, Maria en Jezus, korte tijd uitermate populair in de Europese kunst en verwierf het een vaste plaats in de christelijke iconografie. Anna was toentertijd de beschermheilige van jonggehuwden. Leonardo heeft Maria met kind en Sint-Anna mogelijk geschilderd in opdracht van de koning Lodewijk XII van Frankrijk, die in 1499 in het huwelijk was getreden met Anna van Bretagne. In de herfst van 1499 verbleven beiden in Milaan en tekenstudies dateren van 1499 tot 1501, waarna hij waarschijnlijk met het werk begon. Toen Leonardo na een verblijf in Florence in 1506 terugkeerde naar Milaan om er hofschilder te worden van Lodewijk, had hij het nog onvoltooide schilderij bij zich. Hij zou het echter tijdens zijn leven nooit overdragen en heeft er mogelijk tot aan het einde van zijn leven nog aan gewerkt. Pas na zijn dood in 1519 werd het schilderij verworven door koning Frans I van Frankrijk, opvolger van Lodewijk. Waar het schilderij zich precies heeft bevonden tot 1529 is onbekend. In dat jaar moet het zich in het bezit van Kardinaal de Richelieu hebben bevonden, die het opnieuw aan de Franse koning schonk. Na de Franse Revolutie belandde het schilderij in het Louvre.

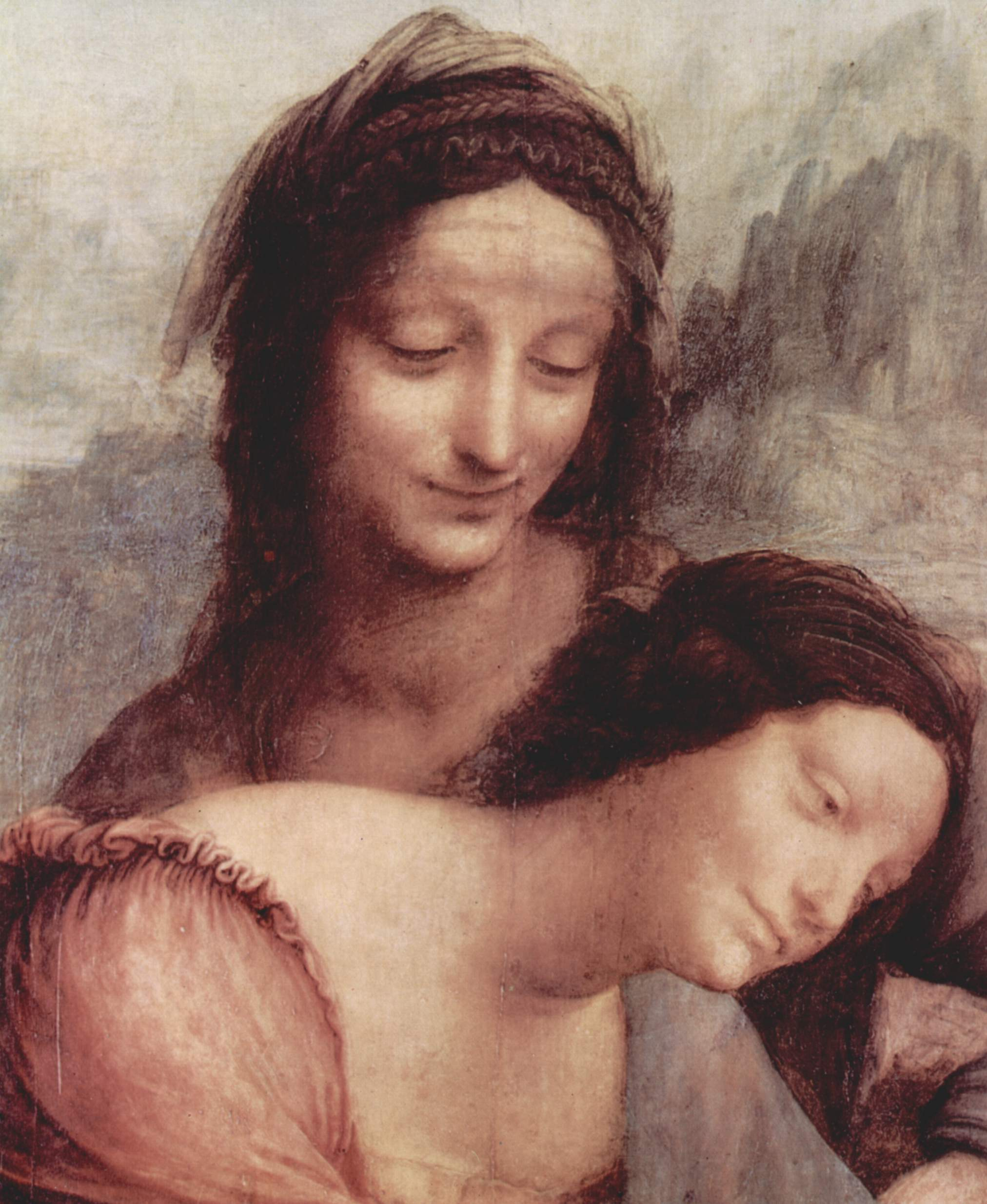
Anna en Maria, detail.

## Afbeelding
Maria met kind en Sint-Anna toont Maria, op schoot bij haar moeder Sint Anna, terwijl het Jezus-kind speelt met een offerlam, symbool voor diens toekomstige lot. Op de achtergrond is een kaal, bergachtig, monumentaal landschap te zien, geschilderd in egaal-blauwe tinten die contrasteren met de bruine aardkleuren op de onderste helft van het doek. De steenachtige voorgrond lijkt niet geheel "af".
Het werk valt op door de voor die tijd ongewoon informele compositie en de intieme, liefdevolle gebaren van de personages, zonder nadruk op devotie. Maria buigt zich naar voren om het kind, dat zojuist uit haar handen is geglipt, terug bij zich te nemen. Anna beziet het tafereel lachend en in rust. Ze houdt de linkerarm in haar zij en draagt een lang grauw kleed, zoals dat in die tijd vaak gedragen werd door weduwen. Maria draagt een rood kleed met decolleté en korte armen, met een doorzichtig dun grauw onderkleed dat haar armen volledig bedekt. Over haar schoot ligt een grijs-blauw mantelkleed. Opvallend voor die tijd is dat ze geen sieraden en hoofddoek draagt.
Kenmerkend voor Maria met kind en Sint-Anna is Leonardo's gebruik van sfumato, een techniek die hij zelf uitvond: door gebruik van transparante verfsoorten creëerde hij een zekere wazigheid waarmee hij beweging wilde suggereren. Veel kritiek kwam er in 2012 op een intensieve restauratie van het schilderij, waarbij de oude transparante verflagen deels waren verwijderd, maar waarmee ook het sfumato-effect minder werd.
Maria met kind was een geliefd thema van Leonardo. De Gallerie dell'Accademia in Venetië bezit een kleine pentekening van het schilderij. In de National Gallery te Londen is eveneens een vergelijkbare tekening te zien, met Johannes de Doper. Daarnaast zijn er diverse studies van het werk bewaard gebleven.

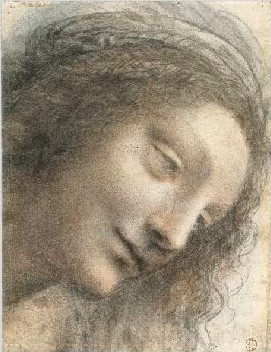
Het hoofd van Maria
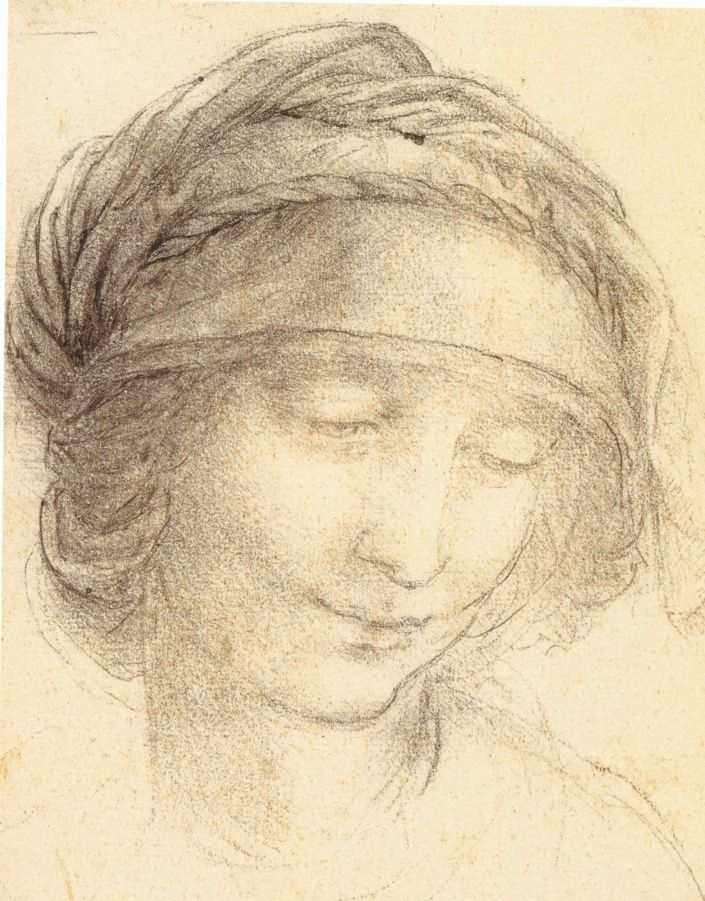
Het hoofd van Anna,
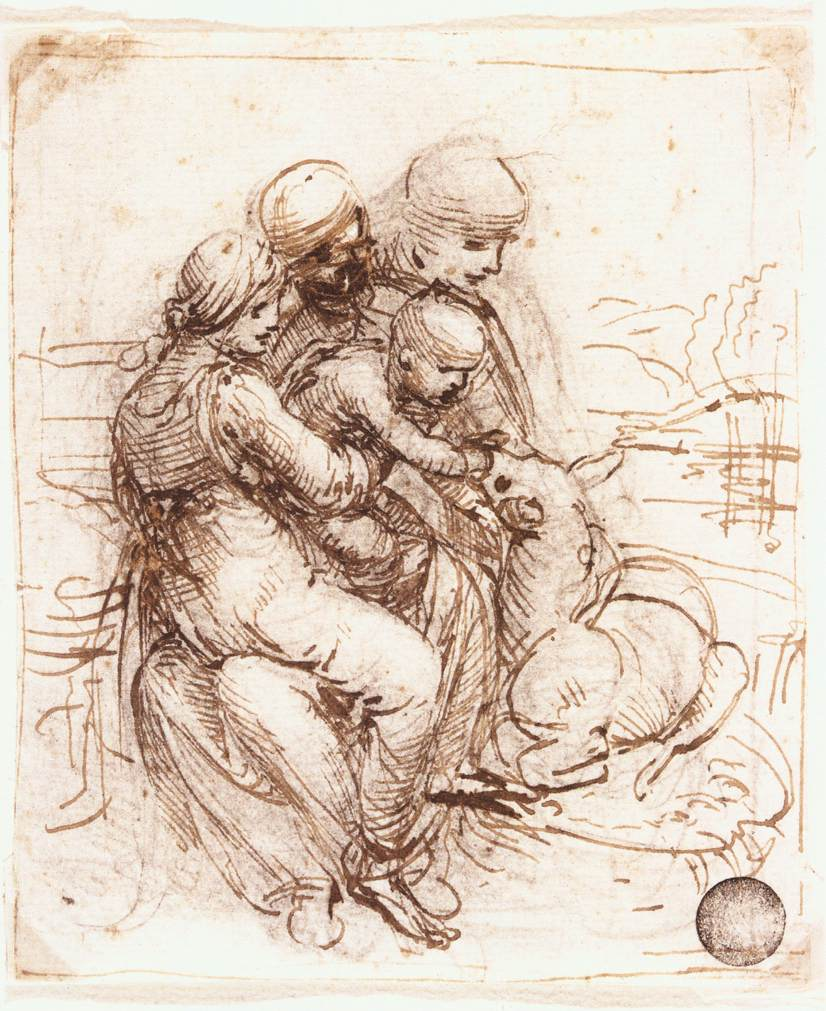
Tekening in de Gallerie dell'Accademia
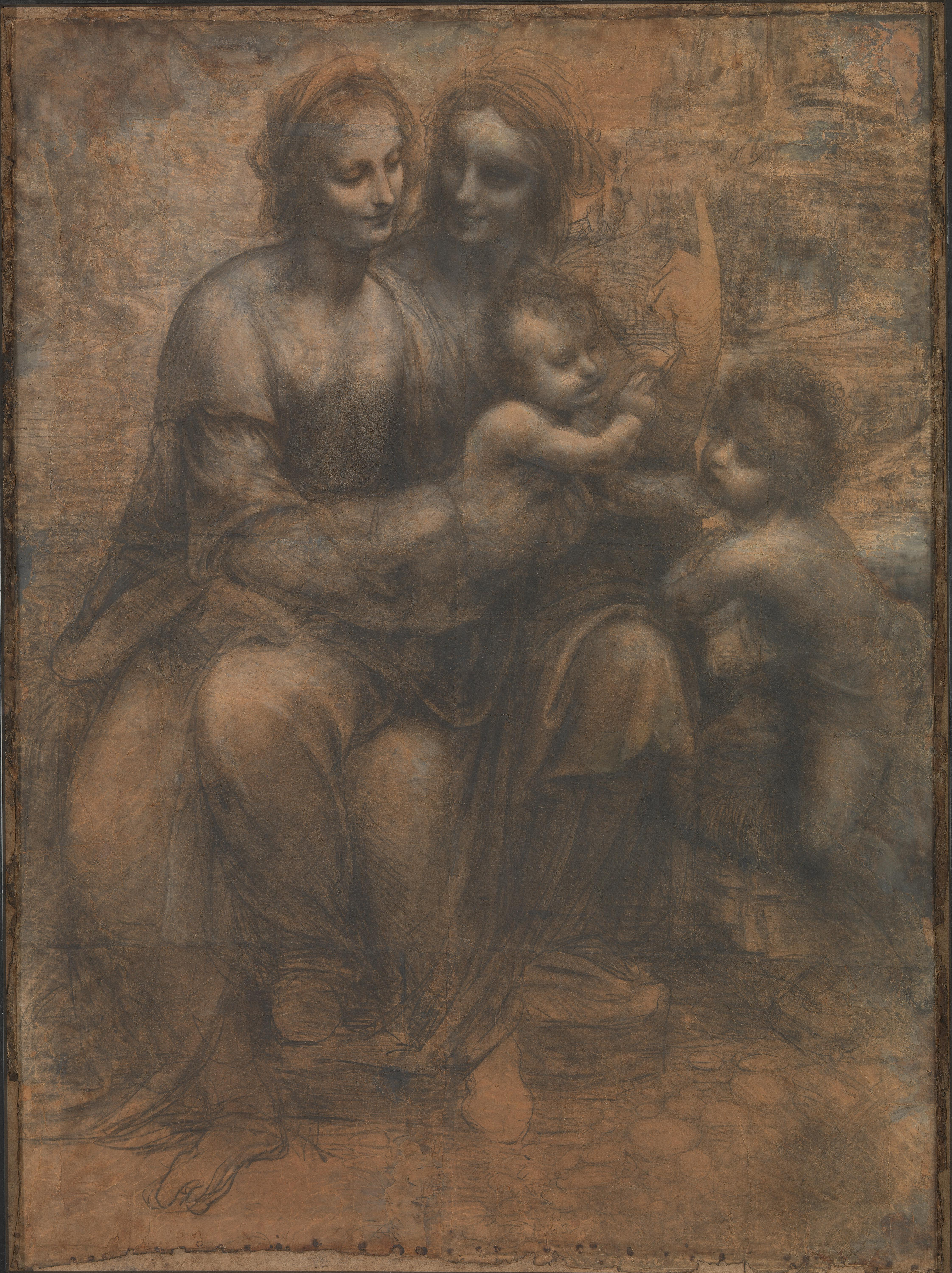
Tekening met Johannes de Doper in de National Gallery

## Interpretatie door Freud

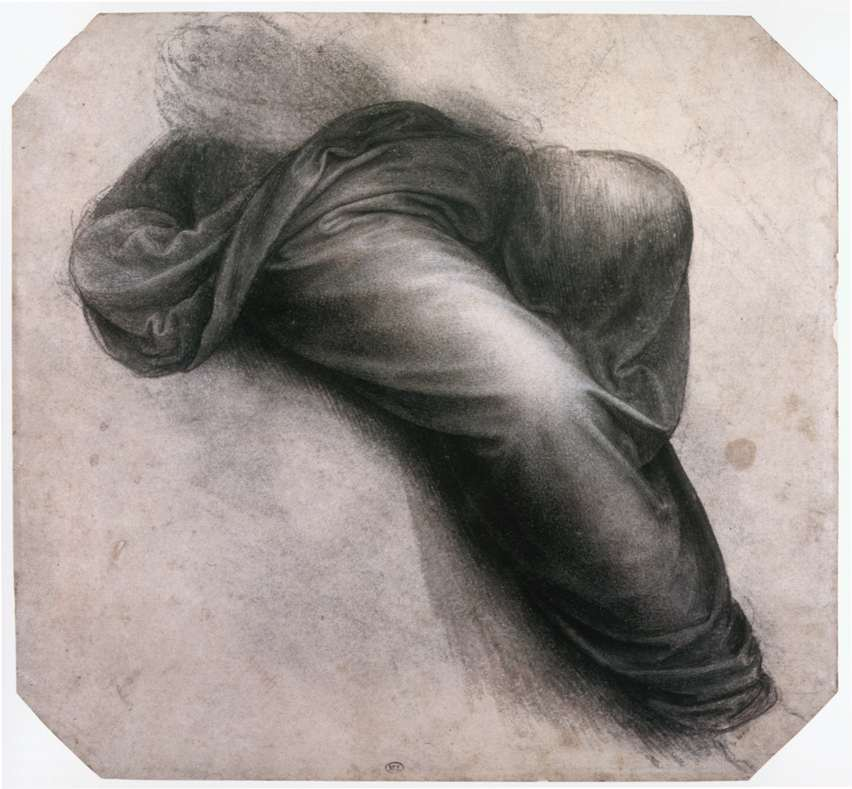
Kalktekening: Maria's benen

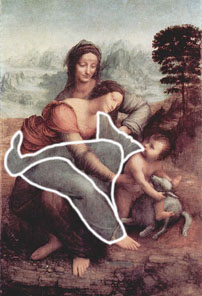
De gier, gezien door Freud

In 1910 schreef Sigmund Freud zijn verhandeling Een jeugdherinnering van Leonardo da Vinci, waarin hij mede op basis van Leonardo's schilderijen een psychoanalytische studie doet naar diens jeugd en kinderjaren. Maria met kind en Sint-Anna speelt een centrale rol in deze studie. Freud claimt in de vormen van Maria's mantelkleed (gedraaid) een gier te zien. Hij linkt dit gegeven aan een herinnering waarvan Leonardo verhaalt in zijn Codex Atlanticus, dat hij als kind zou zijn aangevallen door een gier. Leonardo schrijft: "Toen ik nog in de wieg lag kwam er een gier op me af, hij opende mijn mond met zijn staart (Duits: Schwanz) en tikte een paar keer met zijn staart tegen mijn lippen". Freud duidt dit als een manifestatie van "passieve homoseksualiteit". Het gaat volgens hem terug naar een vroege herinnering aan het zuigen aan de tepels van de moeder. Freud wijst erop dat reeds bij de oude Egyptenaren de gier symbool stond voor de moederfiguur.
Freud zou verder de fascinatie van Leonardo met het thema van Maria te Drieën verklaren uit het gegeven dat Leonardo, een buitenechtelijk kind, in feite twee moeders heeft gehad: eerst werd hij opgevoed door zijn bloedmoeder, later door de vrouw van zijn vader. De grote intimiteit, die ook uit het schilderij spreekt, vertaalt zich in Freuds theorie in een erotische binding met de moederfiguur. Hun lichamen lijken bijna te versmelten. Opvallend in dat opzicht is bovendien dat Anna en Maria qua leeftijd bijzonder dicht bij elkaar lijken te liggen.
Ook Carl Gustav Jung zou Maria met kind en Sint-Anna aanhalen in zijn geschriften. Hij zag in Anna het archetype van de moederfiguur.